# エツァルト・ロイター
エツァルト・ロイター（Edzard Hans Wilhelm Reuter、1928年2月16日 - 2024年10月27日）は、ドイツの実業家である。ドイツの自動車メーカーであるダイムラー・ベンツで、取締役会会長を務めたことで知られる。

## 経歴

### 生い立ち
父のエルンスト・ロイターはドイツ社会民主党（SPD）の党員であり、主に都市計画に従事し、1930年代に政治家となり、1931年から1933年にかけてマクデブルク市の市長を務めた人物である。また、母のハンナはSPDの機関紙である『フォアウェルツ』で秘書を務めていた人物である。
1933年にナチ党が権力を掌握したことで、対立政党に属する父エルンストは投獄され、エルンストが釈放された後、ロイター家はトルコに亡命することを余儀なくされた。これは1935年のことであり、ロイターは幼少期をトルコのアンカラで送ることとなる。

### 帰国
1947年に一家はドイツに戻り、ロイターはベルリン大学（後のフンボルト大学ベルリン）で数学と理論物理学を学び、後にゲオルク・アウグスト大学ゲッティンゲンに転校し、1949年には新設されたベルリン自由大学に移るとともに転科し、法学を学んだ。
1954年から1956年にかけては大学で公法の助手を務め、その間の1955年に大学の卒業資格を認定された。
ロイターはダイムラー・ベンツに応募したものの不採用となり、ドイツの映画スタジオであるウーファで勤務し、その後、ミュンヘンに移り、メディア企業であるベルテルスマンの幹部となった。

### ダイムラー・ベンツ
1964年、ダイムラー・ベンツの幹部であるハンス＝マルティン・シュライヤーの後押しでダイムラー・ベンツに入社し、1973年に取締役会の副メンバーとなり、1976年に正式に取締役の一人となった。
1983年10月、当時の取締役会会長であるゲルハルト・プリンツが急死し、いずれその座に就くことに野心を持っていたロイターは自分が後任に選ばれることを期待した。しかし、大株主であるドイツ銀行の重鎮でダイムラー・ベンツの監査役会会長であるヴィルフリート・グートの意向が働き、技術部門出身のヴェルナー・ブライトシュベルトが後任に任命された。ロイターはこの決定に不満を覚え、以降はブライトシュベルトを追い落とすことに腐心し、取締役会の有力者の一人だったヴェルナー・ニーファーらを取り込んでいき、会社の多角化を強引に進めていった。

#### 取締役会会長
1987年7月、ブライトシュベルトを退任させることに成功したロイターはダイムラー・ベンツの取締役会会長となり、同社経営陣のトップとなった。

##### 総合技術コンツェルン
ロイターは「オープンな企業文化」とすることを公言し、ダイムラー・ベンツの事業を分野ごとに分割し、乗用車部門を分離して「メルセデス・ベンツ社」（Mercedes-Benz AG）を設立するなどの施策を行った。これにより、各子会社はグループの持株会社となったダイムラー・ベンツから独立した意思決定をして経営されるようになった。
|  |  | ダイムラー・ベンツ社 (持株会社) | ダイムラー・ベンツ社 (持株会社) | ダイムラー・ベンツ社 (持株会社) | ダイムラー・ベンツ社 (持株会社) | ダイムラー・ベンツ社 (持株会社) | ダイムラー・ベンツ社 (持株会社) |  |  | メルセデス・ベンツ社 (乗用車・商用車。1989年設立)     | メルセデス・ベンツ社 (乗用車・商用車。1989年設立) | メルセデス・ベンツ社 (乗用車・商用車。1989年設立) | メルセデス・ベンツ社 (乗用車・商用車。1989年設立) | メルセデス・ベンツ社 (乗用車・商用車。1989年設立) | メルセデス・ベンツ社 (乗用車・商用車。1989年設立) |
|  |  | ダイムラー・ベンツ社 (持株会社) | ダイムラー・ベンツ社 (持株会社) | ダイムラー・ベンツ社 (持株会社) | ダイムラー・ベンツ社 (持株会社) | ダイムラー・ベンツ社 (持株会社) | ダイムラー・ベンツ社 (持株会社) |  |  | メルセデス・ベンツ社 (乗用車・商用車。1989年設立)     | メルセデス・ベンツ社 (乗用車・商用車。1989年設立) | メルセデス・ベンツ社 (乗用車・商用車。1989年設立) | メルセデス・ベンツ社 (乗用車・商用車。1989年設立) | メルセデス・ベンツ社 (乗用車・商用車。1989年設立) | メルセデス・ベンツ社 (乗用車・商用車。1989年設立) |
|  |  |                                 |                                 |                                 |                                 |                                 |                                 |  |  | ドイツ・エアロスペース社（DASA） (航空機。1989年設立) |                                                   |                                                   |                                                   |                                                   |                                                   |
|  |  |                                 |                                 |                                 |                                 |                                 |                                 |  |  |                                                       |                                                   |                                                   |                                                   |                                                   |                                                   |
|  |  |                                 |                                 |                                 |                                 |                                 |                                 |  |  | AEG社 (電気製品。1985年買収)                          |                                                   |                                                   |                                                   |                                                   |                                                   |
|  |  |                                 |                                 |                                 |                                 |                                 |                                 |  |  |                                                       |                                                   |                                                   |                                                   |                                                   |                                                   |
|  |  |                                 |                                 |                                 |                                 |                                 |                                 |  |  | デビス社 (金融・サービス。1989年設立)                 |                                                   |                                                   |                                                   |                                                   |                                                   |
|  |  |                                 |                                 |                                 |                                 |                                 |                                 |  |  |                                                       |                                                   |                                                   |                                                   |                                                   |                                                   |
|  |  |                                 |                                 |                                 |                                 |                                 |                                 |  |  | その他                                                |                                                   |                                                   |                                                   |                                                   |                                                   |
|  |  |                                 |                                 |                                 |                                 |                                 |                                 |  |  |                                                       |                                                   |                                                   |                                                   |                                                   |                                                   |

ロイターはダイムラー・ベンツを自動車会社から脱却した「総合技術コンツェルン」（Technologiekonzern）にすることを志向し、会長就任以前の1985年に航空機製造メーカーのドルニエを買収し、次いで、同年10月に電機メーカーのAEGの買収を進めた。1989年に買収したメッサーシュミット・ベルコウ・ブロームとドルニエなどを合併させ、DASA（Deutsche Aerospace Aktiengesellschaft）を設立した

##### 総合技術コンツェルン構想の崩壊
すでに冷戦の雪解けがあった時期にもかかわらず、ロイターは兵器産業に大きな投資をしたことになり、1991年のワルシャワ条約機構の解体とソビエト連邦の崩壊により、この投資は大きな失敗に終わることが確実となり、DASAの分だけでも「10億ドルの墓」となった。1985年のAEGの買収には16億ドイツマルクが費やされ「ドイツの経済史上最大の企業買収」と呼ばれたが、この買収もまた大きな失敗に終わった。
前任の会長でロイターと対立していたブライトシュベルトは後年のインタビューで、1985年当時、自動車製造部門は余剰生産能力を抱えていたため、ロイターが掲げた「総合技術コンツェルン」というコンセプト自体はその時点では悪くない考えだったと述べている。その上で、この構想を実現するには、自動車メーカーであるダイムラー・ベンツがAEGの電気製品のような他業種の製品を製造するという根本的な困難があり、それを解決する手腕をロイターは持っていなかったと評している。
結果として、ロイターが進めたこの多角化により、ドイツの由緒ある電機メーカーであるAEGやオランダの航空機メーカーであるフォッカーは解体されて消滅の憂き目にあった。

##### 「でたらめな城」

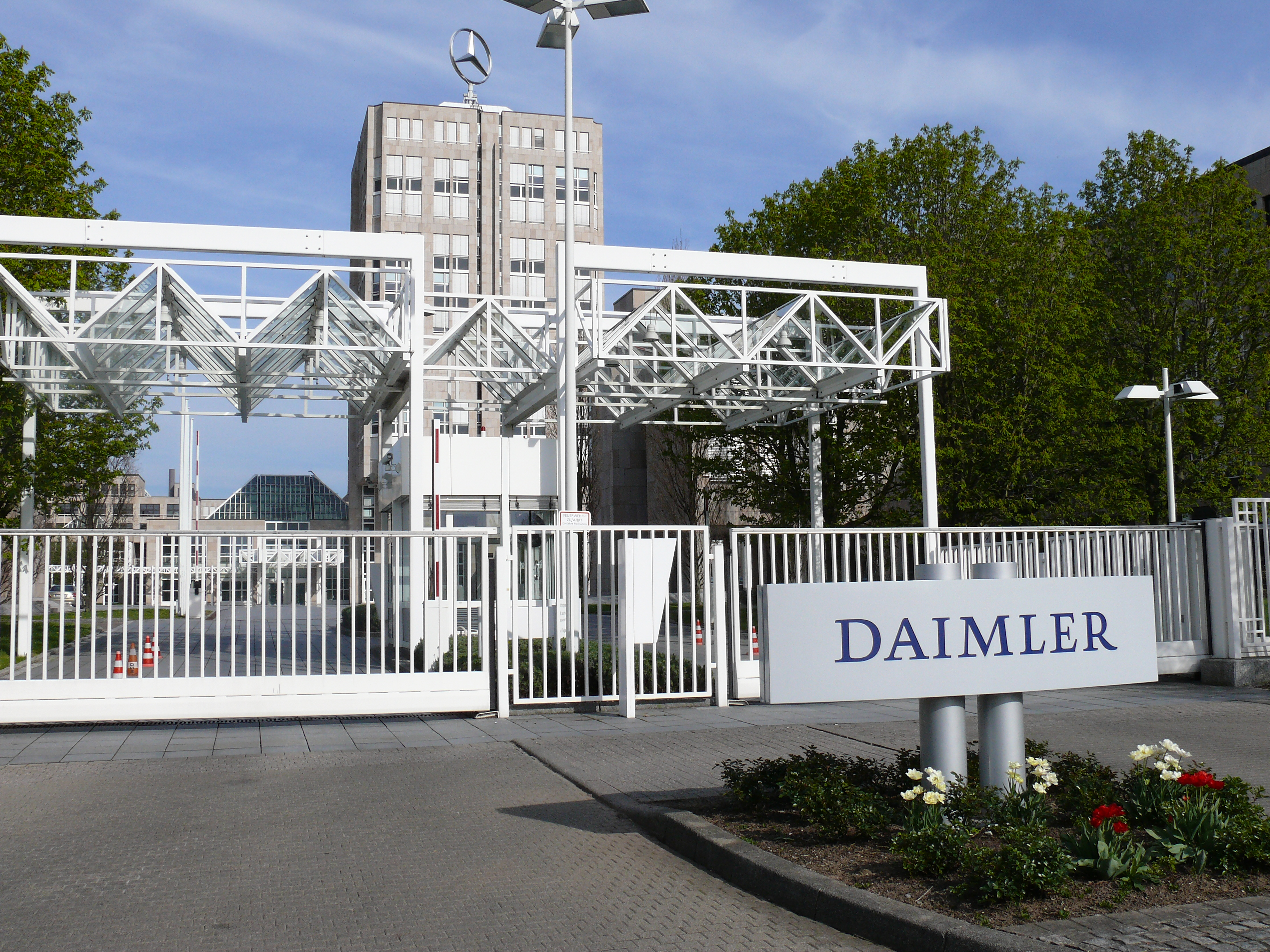
ロイター時代に建設された旧本社施設（写真は2008年撮影）

また、ロイターはシュトゥットガルトのメーリンゲンに約3億ユーロを投じて本社の新社屋を建設し、1990年から使用を開始した。ウンターテュルクハイムの本社工場から遠く離れたこの施設はロイターの方針を体現し、12,000平方メートルもの敷地内には11階建ての高層建築を含む13の建物が置かれ、広々とした緑地や遊水地などが置かれた大学のキャンパスのような施設で、自動車メーカーの本社とは思えないようなものだった。

##### 退陣
こうしたロイターの方針や施策、もたらされた損失は多くの人から批判を受けた。
1995年5月、ロイターは会長職を退任し、その地位はユルゲン・シュレンプに引き継がれた。ロイターが他企業の買収を始めた1985年の時点でダイムラー・ベンツの時価総額は680億ドイツマルク、ロイターの前任者であるブライトシュベルトが会長職を退任した1987年時点でも476億ドイツマルクだった。その後、ロイター体制となってから買収などで700億ドイツマルクを費やしたにもかかわらず、ロイターが退任した1995年にグループの時価総額は352億ドイツマルクにまで低下していた。ドイツの経済学者であるエッケハルト・ウェンガーはこれを「平時のドイツにおいてこれまでに起きた最大の資本破壊」と評した。
後任者となったシュレンプはロイターによる方針は引き継がず、ロイターによって子会社として分割された「メルセデス・ベンツ社」はロイターの退任後にダイムラー・ベンツに再統合され、その他の事業も整理されていった。ロイターが建設した本社についても、シュレンプは「でたらめな城」（Bullshit-Castle）と呼んで軽蔑し、シュレンプの後任であるディーター・ツェッチェは2006年に会長に就任した際、同社屋をすぐに売却するよう命じ、本社機能は旧来のウンターテュルクハイムに戻された。

### 政界進出の試み
ダイムラー・ベンツ在職中の1994年8月、ロイターはベルリン市長選への出馬の意向を示したが、どの党もロイターに関心を示さなかった。

### 死去
2024年10月27日にシュトゥットガルトで死去。96歳没。
晩年はヘルガ・アンド・エツァルト・ロイター財団を通じて、慈善活動に取り組んでいた。

## 栄典
- 1998年・名誉市民（ベルリン市）